# Attila Cseke
Attila-Zoltán Cseke (n. 9 iunie 1973, Marghita, România) este un politician român de etnie maghiară, senator de Bihor din partea UDMR în legislatura 2008-2012 și fost ministru al sănătății în guvernul Boc II. Începând cu 23 decembrie 2020, este ministrul Dezvoltării, Administrației și Lucrărilor Publice, în guvernul Cîțu, iar din octombrie 2021 devine și ministru interimar al sănătății. Din decembrie 2021 este ministru al dezvoltării, lucrărilor publice și administrației în guvernul Ciucă până în 2023. În prezent este senator, propus la funcția de ministru al dezvoltării, lucrărilor publice și administrației. 

## Activitatea de ministru
În timpul primului mandat al său de ministru al sănătății, Cseke Atilla a dispus închiderea mai multor spitale orășenești, care erau deja folosite mai mult ca aziluri de bătrâni.. 

### Interviu
- VIDEO De ce și-a dat demisia ministrul Cseke Attila, 6 august 2011, Simona Popa, Adevărul